# Bousignies-sur-Roc
Bousignies-sur-Roc – miejscowość i gmina we Francji, w regionie Hauts-de-France, w departamencie Nord.
Według danych na rok 1990 gminę zamieszkiwało 401 osób, a gęstość zaludnienia wynosiła 33 osób/km² (wśród 1549 gmin regionu Nord-Pas-de-Calais Bousignies-sur-Roc plasuje się na 852. miejscu pod względem liczby ludności, natomiast pod względem powierzchni na miejscu 216.).